# Satomi Suzuki
Satomi Suzuki (jap. 鈴木聡美 Suzuki Satomi; ur. 29 stycznia 1991).   – japońska pływaczka, srebrna i brązowa medalistka igrzysk olimpijskich. Specjalizuje się w stylu klasycznym.
Największym sportowym osiągnięciem zawodniczki jest srebrny medal igrzysk olimpijskich w Londynie na dystansie 200 m stylem klasycznym, a także brązowy medal na 100 m żabką. Uczestniczka tychże zawodów w sztafecie 4 x 100 m stylem zmiennym.
Trzykrotna medalistka igrzysk azjatyckich na 50 (brąz) i 100 m stylem klasycznym (srebro) oraz w sztafecie 4 × 100 m stylem zmiennym (srebro).